# Liste des églises de la Vienne
La liste des églises de la Vienne recense de manière exhaustive les églises situées dans le département français de la Vienne. Il est fait état des diverses protections dont elles peuvent bénéficier, et notamment les inscriptions et classements au titre des monuments historiques.
En ce qui concerne le culte catholique, toutes les églises sont situées dans l'archidiocèse de Poitiers.

## Statistiques

### Nombres
Le département de la Vienne comprend 266 communes au 1er janvier 2021.
Depuis 2018, l'archidiocèse de Poitiers compte 28 paroisses.

## Classement
Le classement ci-après se fait par commune selon l'ordre alphabétique.
Il est fait état des diverses protections dont elles peuvent bénéficier, et notamment les inscriptions et classements au titre des monuments historiques.

## Liste

### Église catholique
| Église                                                                      | Commune                          | Adresse                 | Coordonnées                        | Notice         | Protection | Date        | Illustration                                                                |
| --------------------------------------------------------------------------- | -------------------------------- | ----------------------- | ---------------------------------- | -------------- | --- | ----------- | --------------------------------------------------------------------------- |
| Église Saint-Hilaire d'Adriers                                              | Adriers                          |                         | 46° 15′ 22″ nord, 0° 47′ 50″ est   | « IA00047059 » | |             | Église Saint-Hilaire d'Adriers                                              |
| Église Saint-Martin de Bournezeau                                           | Amberre                          |                         | 46° 44′ 44″ nord, 0° 10′ 39″ est   | « PA00105533 » | Inscrit MH Le portail d'entrée | 1932        | Église Saint-Martin de Bournezeau                                           |
| Église Saint-Pierre d'Amberre                                               | Amberre                          |                         | 46° 46′ 02″ nord, 0° 09′ 49″ est   | « IA00045483 » | |             | Image manquante Téléverser                                                  |
| Église d'Amberre                                                            | Amberre                          |                         | à géolocaliser                     | « IA00045482 » | |             | Image manquante Téléverser                                                  |
| Église Saint-Martin d'Anché                                                 | Anché                            |                         | 46° 20′ 37″ nord, 0° 15′ 58″ est   |                | |             | Image manquante Téléverser                                                  |
| Église Sainte-Croix d'Angles-sur-l'Anglin                                   | Angles-sur-l'Anglin              |                         | 46° 41′ 44″ nord, 0° 52′ 59″ est   | « PA00105326 » | Inscrit MH Façade occidentale | 1926        | Église Sainte-Croix d'Angles-sur-l'Anglin                                   |
| Église Saint-Martin d'Angles-sur-l'Anglin                                   | Angles-sur-l'Anglin              |                         | 46° 41′ 45″ nord, 0° 53′ 00″ est   | « PA00105327 » | Inscrit MH Le clocher | 1926        | Église Saint-Martin d'Angles-sur-l'Anglin                                   |
| Église Saint-Martin d'Angliers                                              | Angliers                         |                         | 46° 56′ 53″ nord, 0° 07′ 13″ est   |                | |             | Église Saint-Martin d'Angliers                                              |
| Église Notre-Dame d'Antigny                                                 | Antigny                          |                         | 46° 32′ 12″ nord, 0° 51′ 17″ est   | « PA00105330 » | Classé MH | 1913        | Église Notre-Dame d'Antigny                                                 |
| Église Saint-Hilaire d'Antran                                               | Antran                           |                         | 46° 51′ 08″ nord, 0° 32′ 39″ est   | « IA00046034 » | |             | Église Saint-Hilaire d'Antran                                               |
| Église Saint-Paul d'Arçay                                                   | Arçay                            |                         | 46° 58′ 07″ nord, 0° 00′ 53″ est   |                | |             | Image manquante Téléverser                                                  |
| Église Saint-Georges d'Archigny                                             | Archigny                         |                         | 46° 40′ 24″ nord, 0° 39′ 06″ est   |                | |             | Image manquante Téléverser                                                  |
| Abbaye de l'Étoile                                                          | Archigny                         |                         | 46° 39′ 14″ nord, 0° 42′ 11″ est   | « PA00105335 » | Classé MH | 1991        | Abbaye de l'Étoile                                                          |
| Église Notre-Dame d'Aslonnes                                                | Aslonnes                         |                         | 46° 26′ 36″ nord, 0° 20′ 03″ est   | « IA00044971 » | |             | Image manquante Téléverser                                                  |
| Église Saint-Sulpice d'Asnières-sur-Blour                                   | Asnières-sur-Blour               |                         | 46° 09′ 48″ nord, 0° 48′ 00″ est   | « IA00047107 » | |             | Image manquante Téléverser                                                  |
| Église Saint-Hilaire d'Asnois                                               | Asnois                           |                         | 46° 06′ 48″ nord, 0° 24′ 44″ est   |                | |             | Image manquante Téléverser                                                  |
| Église Saint-Sulpice d'Aulnay                                               | Aulnay                           |                         | 46° 54′ 21″ nord, 0° 05′ 35″ est   |                | |             | Église Saint-Sulpice d'Aulnay                                               |
| Église Notre-Dame d'Availles-en-Châtellerault                               | Availles-en-Châtellerault        |                         | 46° 45′ 25″ nord, 0° 34′ 45″ est   |                | |             | Église Notre-Dame d'Availles-en-Châtellerault                               |
| Église Sainte-Marie-Madeleine de Prinçay                                    | Availles-en-Châtellerault        |                         | 46° 44′ 34″ nord, 0° 33′ 46″ est   |                | |             | Église Sainte-Marie-Madeleine de Prinçay                                    |
| Église Saint-Martin d'Availles-Limouzine                                    | Availles-Limouzine               |                         | 46° 07′ 22″ nord, 0° 39′ 10″ est   |                | |             | Église Saint-Martin d'Availles-Limouzine                                    |
| Église Saint-Laurent-des-Anges d'Avanton                                    | Avanton                          |                         | 46° 39′ 53″ nord, 0° 18′ 32″ est   | « IA00044254 » | |             | Image manquante Téléverser                                                  |
| Église Saint-Gervais-et-Saint Protais d'Ayron                               | Ayron                            |                         | 46° 39′ 33″ nord, 0° 04′ 27″ est   |                | |             | Église Saint-Gervais-et-Saint Protais d'Ayron                               |
| Église Saint-Vincent de Basses                                              | Basses                           |                         | 47° 02′ 11″ nord, 0° 07′ 08″ est   |                | |             | Image manquante Téléverser                                                  |
| Église Notre-Dame de Beaumont                                               | Beaumont Saint-Cyr               |                         | 46° 44′ 15″ nord, 0° 25′ 42″ est   | « PA00105345 » | Inscrit MH | 1986        | Église Notre-Dame de Beaumont                                               |
| Église Sainte-Julitte de Saint-Cyr                                          | Beaumont Saint-Cyr               |                         | à géolocaliser                     |                | |             | Image manquante Téléverser                                                  |
| Église Saint-Hilaire de Bellefonds                                          | Bellefonds                       |                         | 46° 38′ 53″ nord, 0° 35′ 21″ est   |                | |             | Image manquante Téléverser                                                  |
| Église de l'Immaculée-Conception de Berrie                                  | Berrie                           |                         | 47° 04′ 00″ nord, 0° 04′ 13″ est   |                | |             | Image manquante Téléverser                                                  |
| Église Notre-Dame de Berthegon                                              | Berthegon                        |                         | 46° 53′ 53″ nord, 0° 15′ 54″ est   |                | |             | Image manquante Téléverser                                                  |
| Église du Sacré-Cœur de Béruges                                             | Béruges                          |                         | 46° 34′ 02″ nord, 0° 12′ 21″ est   |                | |             | Église du Sacré-Cœur de Béruges                                             |
| Abbatiale Notre-Dame-du-Pin de Béruges                                      | Béruges                          |                         | 46° 33′ 45″ nord, 0° 12′ 18″ est   |                | |             | Abbatiale Notre-Dame-du-Pin de Béruges                                      |
| Église Saint-Pierre-ès-Liens de Béthines                                    | Béthines                         |                         | 46° 32′ 51″ nord, 0° 58′ 34″ est   | « PA00105351 » | Inscrit MH Le clocher | 1937        | Église Saint-Pierre-ès-Liens de Béthines                                    |
| Église Saint-Léger de Beuxes                                                | Beuxes                           |                         | 47° 05′ 40″ nord, 0° 10′ 47″ est   | « PA00105352 » | Inscrit MH | 1926        | Image manquante Téléverser                                                  |
| Église Saint-Marc de Biard                                                  | Biard                            |                         | 46° 34′ 38″ nord, 0° 18′ 21″ est   |                | |             | Image manquante Téléverser                                                  |
| Église Saint-Hilaire de Bignoux                                             | Bignoux                          |                         | 46° 36′ 05″ nord, 0° 28′ 13″ est   | « IA86000161 » | |             | Image manquante Téléverser                                                  |
| Église Saint-Hilaire de Blanzay                                             | Blanzay                          |                         | 46° 12′ 06″ nord, 0° 15′ 17″ est   |                | |             | Église Saint-Hilaire de Blanzay                                             |
| Église Saint-Matthieu de Nesde                                              | Boivre-la-Vallée                 |                         | 46° 12′ 06″ nord, 0° 15′ 17″ est   | « PA00105346 » | Inscrit MH La façade occidentale | 1932        | Église Saint-Matthieu de Nesde                                              |
| Église Saint-Hilaire de Benassay                                            | Boivre-la-Vallée                 |                         | 46° 33′ 35″ nord, 0° 02′ 45″ est   |                | |             | Image manquante Téléverser                                                  |
| Église Saint-Eutrope de La Chapelle-Montreuil                               | Boivre-la-Vallée                 |                         | 46° 32′ 11″ nord, 0° 06′ 55″ est   |                | |             | Église Saint-Eutrope de La Chapelle-Montreuil                               |
| Église Saint-Martin de Blaslay                                              | Blaslay                          |                         | 46° 44′ 10″ nord, 0° 14′ 42″ est   | « IA00044275 » | |             | Image manquante Téléverser                                                  |
| Église Saint-André de Bonnes                                                | Bonnes                           |                         | 46° 36′ 13″ nord, 0° 35′ 51″ est   | « PA00105354 » | Classé MH | 1906        | Église Saint-André de Bonnes                                                |
| Église Saint-Pierre-ès-Liens de Bonneuil-Matours                            | Bonneuil-Matours                 |                         | 46° 40′ 56″ nord, 0° 34′ 22″ est   | « PA00105356 » | Classé MH Église (à l'exception de la nef moderne)                                                                                                   | 1910        | Église Saint-Pierre-ès-Liens de Bonneuil-Matours                            |
| Église Notre-Dame de Bouresse                                               | Bouresse                         |                         | 46° 21′ 42″ nord, 0° 36′ 35″ est   | « PA00105358 » | Inscrit MH La porte de la façade latérale sud ; Inscrit MH L'église (à l'exception du choeur moderne et du portail déjà inscrit)                     | 1925 ; 1937 | Église Notre-Dame de Bouresse                                               |
| Église Saint-Laurent de Bourg-Archambault                                   | Bourg-Archambault                |                         | 46° 22′ 59″ nord, 1° 00′ 14″ est   | « PA00105360 » | Inscrit MH Le portail et la première travée ouest | 1937        | Église Saint-Laurent de Bourg-Archambault                                   |
| Église Saint-Martin de Bournand                                             | Bournand                         |                         | 47° 05′ 10″ nord, 0° 04′ 38″ est   | « PA00105364 » | Inscrit MH Le portail | 1938        | Église Saint-Martin de Bournand                                             |
| Église Saint-Hilaire de Brigueil-le-Chantre                                 | Brigueil-le-Chantre              |                         | 46° 23′ 35″ nord, 1° 05′ 17″ est   | « PA00105365 » | Inscrit MH | 1937        | Église Saint-Hilaire de Brigueil-le-Chantre                                 |
| Église Saint-Martin de Brion                                                | Brion                            |                         | 46° 21′ 18″ nord, 0° 27′ 40″ est   |                | |             | Image manquante Téléverser                                                  |
| Église Saint-Martin de Brux                                                 | Brux                             |                         | 46° 14′ 09″ nord, 0° 11′ 37″ est   | « PA00105367 » | Classé MH | 1914        | Église Saint-Martin de Brux                                                 |
| Église Saint-Pierre-ès-Liens de La Bussière                                 | La Bussière                      |                         | 46° 38′ 05″ nord, 0° 49′ 24″ est   | « IA00045766 » | |             | Église Saint-Pierre-ès-Liens de La Bussière                                 |
| Église Saint-Philippe-et-Saint-Jacques de Buxerolles                        | Buxerolles                       |                         | 46° 36′ 26″ nord, 0° 22′ 18″ est   |                | |             | Église Saint-Philippe-et-Saint-Jacques de Buxerolles                        |
| Église Notre-Dame de l'Annonciation de Buxerolles                           | Buxerolles                       |                         | 46° 35′ 48″ nord, 0° 21′ 10″ est   |                | |             | Église Notre-Dame de l'Annonciation de Buxerolles                           |
| Église Saint-Pierre de Buxeuil                                              | Buxeuil                          |                         | 46° 58′ 37″ nord, 0° 40′ 38″ est   |                | |             | Église Saint-Pierre de Buxeuil                                              |
| Église Saint-Clément de Ceaux-en-Couhé                                      | Ceaux-en-Couhé                   |                         | 46° 19′ 17″ nord, 0° 13′ 49″ est   |                | |             | Image manquante Téléverser                                                  |
| Église Notre-Dame de Ceaux-en-Loudun                                        | Ceaux-en-Loudun                  |                         | 47° 01′ 32″ nord, 0° 14′ 25″ est   |                | |             | Image manquante Téléverser                                                  |
| Église Saint-Étienne de Celle-Levescault                                    | Celle-Lévescault                 |                         | 46° 25′ 33″ nord, 0° 11′ 19″ est   | « PA00105372 » | Classé MH | 1914        | Église Saint-Étienne de Celle-Levescault                                    |
| Église Saint-Pierre de Cenon-sur-Vienne                                     | Cenon-sur-Vienne                 |                         | 46° 46′ 27″ nord, 0° 32′ 11″ est   |                | |             | Église Saint-Pierre de Cenon-sur-Vienne                                     |
| Église Notre-Dame de Cernay                                                 | Cernay                           |                         | 46° 49′ 59″ nord, 0° 18′ 19″ est   |                | |             | Église Notre-Dame de Cernay                                                 |
| Église Saint-Martin de Chabournay                                           | Chabournay                       |                         | 46° 43′ 03″ nord, 0° 15′ 30″ est   | « IA00044338 » | |             | Image manquante Téléverser                                                  |
| Ancienne église Saint-Martin de Chabournay                                  | Chabournay                       |                         | 46° 43′ 21″ nord, 0° 16′ 29″ est   | « IA00044339 » | |             | Image manquante Téléverser                                                  |
| Église Notre-Dame de Chalais                                                | Chalais                          |                         | 46° 58′ 16″ nord, 0° 05′ 12″ est   | « PA00105374 » | Inscrit MH | 1926        | Image manquante Téléverser                                                  |
| Église Notre-Dame de Chalandray                                             | Chalandray                       |                         | 46° 39′ 34″ nord, 0° 00′ 07″ ouest |                | |             | Église Notre-Dame de Chalandray                                             |
| Église Saint-Léger de Champagné-le-Sec                                      | Champagné-le-Sec                 |                         | 46° 11′ 24″ nord, 0° 11′ 16″ est   | « PA00105376 » | Classé MH | 1985        | Image manquante Téléverser                                                  |
| Église Saint-Gervais-et-Saint-Protais de Champagne-Saint-Hilaire            | Champagné-Saint-Hilaire          |                         | 46° 19′ 08″ nord, 0° 19′ 32″ est   | « PA00105378 » | Inscrit MH Le portail | 1925        | Église Saint-Gervais-et-Saint-Protais de Champagne-Saint-Hilaire            |
| Église Notre-Dame de Champigny-le-Sec                                       | Champigny en Rochereau           |                         | 46° 42′ 21″ nord, 0° 08′ 51″ est   | « IA00045511 » | |             | Image manquante Téléverser                                                  |
| Église Saint-Martin de Champniers                                           | Champniers                       |                         | 46° 13′ 03″ nord, 0° 20′ 13″ est   | « PA00132883 » | Classé MH | 1994        | Église Saint-Martin de Champniers                                           |
| Église Saint-Pierre de La Chapelle-Bâton                                    | La Chapelle-Bâton                |                         | 46° 11′ 09″ nord, 0° 23′ 42″ est   | « PA00125690 » | Inscrit MH | 1993        | Église Saint-Pierre de La Chapelle-Bâton                                    |
| Église Sainte-Marie-Madeleine de La Chapelle-Moulière                       | La Chapelle-Moulière             |                         | 46° 38′ 58″ nord, 0° 33′ 50″ est   |                | |             | Église Sainte-Marie-Madeleine de La Chapelle-Moulière                       |
| Église Saint-Étienne de Chapelle-Viviers                                    | Chapelle-Viviers                 |                         | 46° 29′ 03″ nord, 0° 43′ 35″ est   | « IA00045352 » | |             | Image manquante Téléverser                                                  |
| Église Saint-Martin de Charrais                                             | Charrais                         |                         | 46° 41′ 51″ nord, 0° 11′ 58″ est   | « PA00105382 » | Inscrit MH Le portail | 1935        | Église Saint-Martin de Charrais                                             |
| Église Saint-Sulpice de Charroux                                            | Charroux                         |                         | 46° 08′ 30″ nord, 0° 24′ 18″ est   |                | |             | Église Saint-Sulpice de Charroux                                            |
| Abbatiale Saint-Sauveur de Charroux                                         | Charroux                         |                         | 46° 08′ 35″ nord, 0° 24′ 16″ est   |                | |             | Image manquante Téléverser                                                  |
| Église Saint-Clément de Chasseneuil-du-Poitou                               | Chasseneuil-du-Poitou            |                         | 46° 38′ 56″ nord, 0° 22′ 26″ est   |                | |             | Église Saint-Clément de Chasseneuil-du-Poitou                               |
| Église Saint-Pierre de Chatain                                              | Chatain                          |                         | 46° 04′ 23″ nord, 0° 26′ 00″ est   | « PA00105389 » | Inscrit MH | 1926        | Église Saint-Pierre de Chatain                                              |
| Église Saint-Maurice de Château-Garnier                                     | Château-Garnier                  |                         | 46° 15′ 24″ nord, 0° 25′ 27″ est   |                | |             | Image manquante Téléverser                                                  |
| Église Notre-Dame de Château-Larcher                                        | Château-Larcher                  |                         | 46° 24′ 57″ nord, 0° 18′ 44″ est   | « PA00105394 » | Classé MH | 1910        | Église Notre-Dame de Château-Larcher                                        |
| Église de la Richardière                                                    | Château-Larcher                  |                         | 46° 24′ 57″ nord, 0° 18′ 45″ est   |                | |             | Image manquante Téléverser                                                  |
| Église Notre-Dame de Baptresse                                              | Château-Larcher                  |                         | 46° 25′ 31″ nord, 0° 17′ 22″ est   |                | |             | Image manquante Téléverser                                                  |
| Église Notre-Dame de Châtellerault                                          | Châtellerault                    |                         | 46° 48′ 51″ nord, 0° 32′ 45″ est   | « PA00105399 » | Inscrit MH | 1942        | Église Notre-Dame de Châtellerault                                          |
| Église Saint-Romain de Châtellerault                                        | Châtellerault                    |                         | 46° 49′ 08″ nord, 0° 32′ 33″ est   | « PA00105400 » | Inscrit MH | 1973        | Église Saint-Romain de Châtellerault                                        |
| Église Saint-Georges de Targé                                               | Châtellerault                    |                         | 46° 47′ 24″ nord, 0° 34′ 44″ est   |                | |             | Image manquante Téléverser                                                  |
| Église Saint-Jacques de Châtellerault                                       | Châtellerault                    |                         | 46° 48′ 57″ nord, 0° 32′ 34″ est   | « PA86000056 » | Inscrit MH | 2018        | Église Saint-Jacques de Châtellerault                                       |
| Église Saint-Jean-Baptiste de Châtellerault                                 | Châtellerault                    |                         | 46° 49′ 09″ nord, 0° 32′ 42″ est   |                | |             | Église Saint-Jean-Baptiste de Châtellerault                                 |
| Église Saint-Jean-l'Évangéliste de Châteauneuf                              | Châtellerault                    |                         | 46° 48′ 58″ nord, 0° 32′ 11″ est   |                | |             | Église Saint-Jean-l'Évangéliste de Châteauneuf                              |
| Église Saint-Pierre de Chaunay                                              | Chaunay                          |                         | 46° 12′ 26″ nord, 0° 09′ 49″ est   | « PA00105406 » | Inscrit MH | 1987        | Image manquante Téléverser                                                  |
| Église Saint-Pierre de La Chaussée                                          | La Chaussée                      |                         | 46° 53′ 08″ nord, 0° 06′ 37″ est   | « PA00105408 » | Inscrit MH | 1926        | Église Saint-Pierre de La Chaussée                                          |
| Église Notre-Dame de La Chaussée                                            | La Chaussée                      |                         | à géolocaliser                     |                | |             | Image manquante Téléverser                                                  |
| Église Saint-Pierre de Chauvigny                                            | Chauvigny                        |                         | 46° 34′ 14″ nord, 0° 38′ 55″ est   | « PA00105413 » | Classé MH | 1846        | Église Saint-Pierre de Chauvigny                                            |
| Église Notre-Dame de Chauvigny                                              | Chauvigny                        |                         | 46° 34′ 08″ nord, 0° 38′ 43″ est   | « PA00105412 » | Classé MH | 1840        | Église Notre-Dame de Chauvigny                                              |
| Église Saint-Pierre de Saint-Pierre-les-Églises                             | Chauvigny                        |                         | 46° 33′ 16″ nord, 0° 38′ 06″ est   | « PA00105414 » | Classé MH | 1952        | Église Saint-Pierre de Saint-Pierre-les-Églises                             |
| Église d'Aillier                                                            | Chauvigny                        |                         | 46° 33′ 52″ nord, 0° 42′ 59″ est   | « IA00045945 » | |             | Image manquante Téléverser                                                  |
| Église Saint-Vincent de Cheneché                                            | Cheneché                         |                         | 46° 44′ 15″ nord, 0° 16′ 54″ est   |                | |             | Image manquante Téléverser                                                  |
| Église Saint-Rémi de Chenevelles                                            | Chenevelles                      |                         | 46° 43′ 40″ nord, 0° 39′ 12″ est   | « PA00105419 » | Classé MH Le portail et le clocher | 1922        | Église Saint-Rémi de Chenevelles                                            |
| Église Saint-André de Cherves                                               | Cherves                          |                         | 46° 43′ 07″ nord, 0° 00′ 59″ est   | « IA00045524 » | |             | Image manquante Téléverser                                                  |
| Église Saint-Jean-Baptiste de Chiré-en-Montreuil                            | Chiré-en-Montreuil               |                         | 46° 38′ 19″ nord, 0° 07′ 34″ est   | « PA00105421 » | Inscrit MH | 1942        | Église Saint-Jean-Baptiste de Chiré-en-Montreuil                            |
| Église Saint-Saturnin de Chouppes                                           | Chouppes                         |                         | 46° 48′ 41″ nord, 0° 09′ 46″ est   | « PA00105423 » | Inscrit MH | 1925        | Église Saint-Saturnin de Chouppes                                           |
| Église Saint-Pierre-ès-Liens de Cissé                                       | Cissé                            |                         | 46° 38′ 42″ nord, 0° 13′ 35″ est   |                | |             | Image manquante Téléverser                                                  |
| Église Saint-Gervais-et-Saint-Protais de Civaux                             | Civaux                           |                         | 46° 26′ 38″ nord, 0° 39′ 51″ est   | « PA00105426 » | Classé MH | 1913        | Église Saint-Gervais-et-Saint-Protais de Civaux                             |
| Église Saint-Nicolas de Civray                                              | Civray                           |                         | 46° 08′ 53″ nord, 0° 17′ 49″ est   | « PA00105429 » | Classé MH | 1840        | Église Saint-Nicolas de Civray                                              |
| Église Sainte-Théodosie de Cloué                                            | Cloué                            |                         | 46° 26′ 30″ nord, 0° 09′ 46″ est   |                | |             | Image manquante Téléverser                                                  |
| Église Notre-Dame de Colombiers                                             | Colombiers                       |                         | 46° 46′ 19″ nord, 0° 25′ 30″ est   | « PA00105432 » | Inscrit MH | 1926        | Église Notre-Dame de Colombiers                                             |
| Église Saint-Martin de Couhé                                                | Couhé                            |                         | 46° 18′ 01″ nord, 0° 11′ 02″ est   |                | |             | Église Saint-Martin de Couhé                                                |
| Église Notre-Dame de Coulombiers                                            | Coulombiers                      |                         | 46° 29′ 07″ nord, 0° 11′ 09″ est   |                | |             | Image manquante Téléverser                                                  |
| Église Saint-Pierre-et-Saint-Paul de Coulonges                              | Coulonges                        |                         | 46° 24′ 04″ nord, 1° 09′ 12″ est   | « PA00105436 » | Inscrit MH Le portail nord | 1937        | Image manquante Téléverser                                                  |
| Église Saint-Paul de Coussay                                                | Coussay                          |                         | 46° 50′ 15″ nord, 0° 12′ 21″ est   | « PA00105439 » | Inscrit MH L'abside et le chœur | 1952        | Église Saint-Paul de Coussay                                                |
| Église Notre-Dame de Coussay-les-Bois                                       | Coussay-les-Bois                 |                         | 46° 48′ 32″ nord, 0° 44′ 36″ est   | « PA00105441 » | Classé MH | 1914        | Église Notre-Dame de Coussay-les-Bois                                       |
| Église Saint-Martin de Coussay-les-Bois                                     | Coussay-les-Bois                 |                         | 46° 48′ 30″ nord, 0° 44′ 36″ est   | « PA00105442 » | Inscrit MH | 1951        | Église Saint-Martin de Coussay-les-Bois                                     |
| Église Saint-Michel de Craon                                                | Craon                            |                         | 46° 46′ 22″ nord, 0° 01′ 28″ est   | « PA00105443 » | Inscrit MH | 1926        | Église Saint-Michel de Craon                                                |
| Église Saint-Barthélemy de Croutelle                                        | Croutelle                        |                         | 46° 32′ 08″ nord, 0° 17′ 12″ est   |                | |             | Église Saint-Barthélemy de Croutelle                                        |
| Église Saint-Hilaire de Cuhon                                               | Cuhon                            |                         | 46° 45′ 36″ nord, 0° 05′ 48″ est   | « IA00044579 » | |             | Image manquante Téléverser                                                  |
| Église Saint-Hilaire de Cuhon                                               | Curçay-sur-Dive                  |                         | 46° 45′ 36″ nord, 0° 05′ 48″ est   | « IA00044579 » | |             | Image manquante Téléverser                                                  |
| Église Saint-Pierre de Curçay-sur-Dive                                      | Curçay-sur-Dive                  |                         | 47° 00′ 32″ nord, 0° 03′ 58″ ouest | « PA00105446 » | Inscrit MH | 1927        | Église Saint-Pierre de Curçay-sur-Dive                                      |
| Église Sainte-Catherine de Curçay-sur-Dive                                  | Curçay-sur-Dive                  |                         | 47° 00′ 44″ nord, 0° 03′ 26″ ouest |                | |             | Église Sainte-Catherine de Curçay-sur-Dive                                  |
| Église Saint-Martin de Curzay-sur-Vonne                                     | Curzay-sur-Vonne                 |                         | 46° 29′ 26″ nord, 0° 02′ 37″ est   | « PA00105449 » | Classé MH | 1925        | Église Saint-Martin de Curzay-sur-Vonne                                     |
| Église Saint-Romain de Saint-Romain-sur-Vienne                              | Dangé-Saint-Romain               |                         | 46° 56′ 10″ nord, 0° 35′ 55″ est   |                | |             | Église Saint-Romain de Saint-Romain-sur-Vienne                              |
| Église Saint-Pierre de Dangé                                                | Dangé-Saint-Romain               |                         | à géolocaliser                     |                | |             | Église Saint-Pierre de Dangé                                                |
| Église Saint-Jean-Baptiste de Dercé                                         | Dercé                            |                         | 46° 57′ 00″ nord, 0° 13′ 24″ est   | « PA00105451 » | Inscrit MH | 1943        | Église Saint-Jean-Baptiste de Dercé                                         |
| Église Saint-Hilaire de Dienné                                              | Dienné                           |                         | 46° 26′ 30″ nord, 0° 32′ 53″ est   | « IA00044988 » | |             | Église Saint-Hilaire de Dienné                                              |
| Église Saint-Pierre-et-Saint-Paul de Dissay                                 | Dissay                           |                         | 46° 42′ 01″ nord, 0° 25′ 51″ est   | « PA00105453 » | Inscrit MH | 1926        | Église Saint-Pierre-et-Saint-Paul de Dissay                                 |
| Église Saint-Martin de Doussay                                              | Doussay                          |                         | 46° 50′ 37″ nord, 0° 16′ 31″ est   | « PA00105454 » | Classé MH | 1984        | Église Saint-Martin de Doussay                                              |
| Église Notre-Dame de La Ferrière-Airoux                                     | La Ferrière-Airoux               |                         | 46° 19′ 15″ nord, 0° 23′ 34″ est   | « PA00105455 » | Inscrit MH La partie inférieure jusqu'à la corniche au-dessus du portail (corniche incluse) de la façade occidentale                                 | 1935        | Église Notre-Dame de La Ferrière-Airoux                                     |
| Église Saint-Barthélemy de Fleix                                            | Fleix                            |                         | 46° 33′ 20″ nord, 0° 44′ 26″ est   | « IA00045359 » | |             | Image manquante Téléverser                                                  |
| Église Saint-Martin de Fleuré                                               | Fleuré                           |                         | 46° 28′ 41″ nord, 0° 31′ 23″ est   | « IA00045009 » | |             | Église Saint-Martin de Fleuré                                               |
| Église Notre-Dame de Fontaine-le-Comte                                      | Fontaine-le-Comte                |                         | 46° 31′ 37″ nord, 0° 15′ 52″ est   | « PA00105456 » | Classé MH | 1840        | Église Notre-Dame de Fontaine-le-Comte                                      |
| Église Notre-Dame de Gençay                                                 | Gençay                           |                         | 46° 22′ 25″ nord, 0° 24′ 09″ est   |                | |             | Église Notre-Dame de Gençay                                                 |
| Église Notre-Dame de Genouillé                                              | Genouillé                        |                         | 46° 06′ 26″ nord, 0° 20′ 14″ est   | « PA00105461 » | Classé MH Le clocher et la façade ; Inscrit MH Église, à l'exception des parties classées                                                            | 1914 ; 1996 | Église Notre-Dame de Genouillé                                              |
| Église Saint-Martin-et-Saint-Fiacre de Gizay                                | Gizay                            |                         | 46° 26′ 23″ nord, 0° 25′ 27″ est   | « IA00045024 » | |             | Image manquante Téléverser                                                  |
| Église Notre-Dame de Glénouze                                               | Glénouze                         |                         | 46° 59′ 42″ nord, 0° 00′ 35″ ouest |                | |             | Église Notre-Dame de Glénouze                                               |
| Église Saint-Médard de Gouex                                                | Gouex                            |                         | 46° 21′ 55″ nord, 0° 41′ 22″ est   | « IA00046739 » | |             | Église Saint-Médard de Gouex                                                |
| Église Saint-Cybard de La Grimaudière                                       | La Grimaudière                   |                         | 46° 48′ 30″ nord, 0° 01′ 06″ est   | « PA00105463 » | Inscrit MH | 1926        | Église Saint-Cybard de La Grimaudière                                       |
| Église de Notre-Dame-de-Notre-Dame-d'Or                                     | La Grimaudière                   |                         | à géolocaliser                     |                | Classé MH Les deux travées du chœur | 1942        | Image manquante Téléverser                                                  |
| Église de la Grimaudière                                                    | La Grimaudière                   |                         | à géolocaliser                     |                | Inscrit MH | 1926        | Image manquante Téléverser                                                  |
| Église Saint-Jean de Guesnes                                                | Guesnes                          |                         | 46° 54′ 57″ nord, 0° 09′ 50″ est   |                | |             | Église Saint-Jean de Guesnes                                                |
| Église Saint-Michel d'Haims                                                 | Haims                            |                         | 46° 30′ 10″ nord, 0° 55′ 06″ est   | « IA00044842 » | |             | Église Saint-Michel d'Haims                                                 |
| Église Saint-Pierre-et-Saint-Paul d'Ingrandes-sur-Vienne                    | Ingrandes                        |                         | 46° 52′ 37″ nord, 0° 33′ 53″ est   | « PA00105467 » | Classé MH | 1910        | Église Saint-Pierre-et-Saint-Paul d'Ingrandes-sur-Vienne                    |
| Église Saint-Paixent de L'Isle-Jourdain                                     | L'Isle-Jourdain                  |                         | 46° 13′ 58″ nord, 0° 41′ 48″ est   | « PA00105468 » | Inscrit MH | 1973        | Image manquante Téléverser                                                  |
| Église Saint-Gervais-et-Saint-Protais de L'Isle-Jourdain                    | L'Isle-Jourdain                  |                         | 46° 13′ 48″ nord, 0° 40′ 54″ est   |                | |             | Église Saint-Gervais-et-Saint-Protais de L'Isle-Jourdain                    |
| Église Saint-Saturnin d'Iteuil                                              | Iteuil                           |                         | 46° 29′ 08″ nord, 0° 18′ 51″ est   |                | |             | Image manquante Téléverser                                                  |
| Église Saint-Hilaire de Jardres                                             | Jardres                          |                         | 46° 34′ 15″ nord, 0° 33′ 55″ est   | « PA00105470 » | Classé MH Le clocher | 1913        | Église Saint-Hilaire de Jardres                                             |
| Église Saint-Denis de Jaunay-Clan                                           | Jaunay-Marigny                   |                         | 46° 41′ 10″ nord, 0° 22′ 15″ est   | « PA00105472 » | Classé MH | 1910        | Église Saint-Denis de Jaunay-Clan                                           |
| Église Saint-Jean-Baptiste de Jazeneuil                                     | Jazeneuil                        |                         | 46° 27′ 55″ nord, 0° 04′ 13″ est   | « PA00105474 » | Classé MH | 1883        | Église Saint-Jean-Baptiste de Jazeneuil                                     |
| Église Notre-Dame de Jouhet                                                 | Jouhet                           |                         | 46° 29′ 28″ nord, 0° 50′ 17″ est   |                | |             | Image manquante Téléverser                                                  |
| Église Saint-Martin de Journet                                              | Journet                          |                         | 46° 27′ 45″ nord, 0° 58′ 01″ est   | « PA00105478 » | Inscrit MH Le portail | 1935        | Église Saint-Martin de Journet                                              |
| Église Saint-Jean-Baptiste de Joussé                                        | Joussé                           |                         | 46° 13′ 36″ nord, 0° 28′ 17″ est   |                | |             | Église Saint-Jean-Baptiste de Joussé                                        |
| Église Saint-Maurice de Lathus-Saint-Rémy                                   | Lathus-Saint-Rémy                |                         | 46° 20′ 01″ nord, 0° 57′ 33″ est   | « PA00105482 » | Inscrit MH La nef ; Classé MH Église, à l'exception de la nef et de la sacristie moderne                                                             | 1926 ; 1930 | Église Saint-Maurice de Lathus-Saint-Rémy                                   |
| Église Saint-Cybard de Latillé                                              | Latillé                          |                         | 46° 37′ 24″ nord, 0° 04′ 41″ est   |                | |             | Église Saint-Cybard de Latillé                                              |
| Église Saint-Léger de Lauthiers                                             | Lauthiers                        |                         | 46° 35′ 57″ nord, 0° 43′ 50″ est   |                | |             | Image manquante Téléverser                                                  |
| Église Saint-Rémi de Lavausseau                                             | Lavausseau                       |                         | 46° 33′ 34″ nord, 0° 04′ 16″ est   |                | |             | Église Saint-Rémi de Lavausseau                                             |
| Église Saint-Martin de Lavoux                                               | Lavoux                           |                         | 46° 35′ 44″ nord, 0° 31′ 47″ est   |                | |             | Image manquante Téléverser                                                  |
| Église Saint-Vincent du Rochereau                                           | Le Rochereau                     |                         | 46° 42′ 21″ nord, 0° 08′ 50″ est   |                | |             | Image manquante Téléverser                                                  |
| Église Saint-Georges du Vigeant                                             | Le Vigeant                       |                         | 46° 13′ 29″ nord, 0° 38′ 58″ est   | « PA00105773 » | Classé MH Clocher | 1907        | Église Saint-Georges du Vigeant                                             |
| Église Saint-Rémi de Leigné-les-Bois                                        | Leigné-les-Bois                  |                         | 46° 13′ 29″ nord, 0° 38′ 58″ est   | « PA00105487 » | Inscrit MH | 1939        | Église Saint-Rémi de Leigné-les-Bois                                        |
| Église Saint-Hilaire de Leigné-sur-Usseau                                   | Leigné-sur-Usseau                |                         | 46° 54′ 46″ nord, 0° 28′ 20″ est   | « IA00046052 » | |             | Église Saint-Hilaire de Leigné-sur-Usseau                                   |
| Église Saint-Hilaire de Leignes-sur-Fontaine                                | Leignes-sur-Fontaine             |                         | 46° 30′ 20″ nord, 0° 46′ 40″ est   | « PA00105489 » | Classé MH Les chapiteaux de la croisée du transept ainsi que les parois portant des inscriptions anciennes                                           | 1957        | Église Saint-Hilaire de Leignes-sur-Fontaine                                |
| Église Saint-Hilaire de Lésigny                                             | Lésigny                          |                         | 46° 50′ 58″ nord, 0° 46′ 01″ est   |                | |             | Image manquante Téléverser                                                  |
| Église Saint-Hilaire de Leugny                                              | Leugny                           |                         | 46° 54′ 48″ nord, 0° 42′ 01″ est   |                | |             | Église Saint-Hilaire de Leugny                                              |
| Église Saint Jean-Baptiste de Lhommaizé                                     | Lhommaizé                        |                         | 46° 26′ 12″ nord, 0° 35′ 54″ est   | « IA00046776 » | |             | Église Saint Jean-Baptiste de Lhommaizé                                     |
| Église Saint-Hilaire de Liglet                                              | Liglet                           |                         | 46° 30′ 37″ nord, 1° 05′ 00″ est   | « IA00045179 » | |             | Image manquante Téléverser                                                  |
| Église Saint-Martin, ancienne abbatiale de Ligugé                           | Ligugé                           |                         | 46° 31′ 02″ nord, 0° 19′ 50″ est   | « PA00105495 » | Classé MH Portail de l'église abbatiale ; Classé MH Église (à l'exception du porche classé) ; clocher et parties anciennes incorporées dans l'abbaye | 1846 ; 1965 | Église Saint-Martin, ancienne abbatiale de Ligugé                           |
| Église Saint-Hilaire de Linazay                                             | Linazay                          |                         | 46° 09′ 54″ nord, 0° 10′ 58″ est   |                | |             | Église Saint-Hilaire de Linazay                                             |
| Église Notre-Dame de Liniers                                                | Liniers                          |                         | 46° 36′ 35″ nord, 0° 32′ 10″ est   | « IA86000225 » | |             | Image manquante Téléverser                                                  |
| Église Sainte-Radegonde-et-Saint-Junien de Lizant                           | Lizant                           |                         | 46° 05′ 08″ nord, 0° 16′ 45″ est   |                | |             | Église Sainte-Radegonde-et-Saint-Junien de Lizant                           |
| Église Saint-Pierre de Loudun                                               | Loudun                           |                         | 47° 00′ 34″ nord, 0° 04′ 58″ est   | « PA00105503 » | Classé MH | 1921        | Église Saint-Pierre de Loudun                                               |
| Église Sainte-Croix de Loudun                                               | Loudun                           |                         | 47° 00′ 28″ nord, 0° 05′ 02″ est   | « PA00105501 » | Classé MH Choeur et transept ; Inscrit MH Parties médiévales subsistantes de l'ancienne nef                                                          | 1955 ; 1992 | Église Sainte-Croix de Loudun                                               |
| Église Saint-Étienne de Rossay                                              | Loudun                           |                         | 46° 59′ 02″ nord, 0° 08′ 37″ est   |                | |             | Image manquante Téléverser                                                  |
| Église Notre-Dame de Veniers                                                | Loudun                           |                         | 47° 02′ 13″ nord, 0° 05′ 16″ est   |                | |             | Image manquante Téléverser                                                  |
| Église Saint-Hilaire du Martray de Loudun                                   | Loudun                           |                         | 47° 00′ 36″ nord, 0° 04′ 30″ est   | « PA00105502 » | Classé MH | 1921        | Église Saint-Hilaire du Martray de Loudun                                   |
| Église Saint-Hilaire de Luchapt                                             | Luchapt                          |                         | 46° 10′ 31″ nord, 0° 46′ 54″ est   | « IA00047191 » | |             | Église Saint-Hilaire de Luchapt                                             |
| Église Notre-Dame-et-Saint-Junien de Lusignan                               | Lusignan                         |                         | 46° 26′ 10″ nord, 0° 07′ 23″ est   | « PA00105510 » | Classé MH | 1862        | Église Notre-Dame-et-Saint-Junien de Lusignan                               |
| Église Saint-Maixent de Lussac-les-Châteaux                                 | Lussac-les-Châteaux              |                         | 46° 24′ 16″ nord, 0° 43′ 30″ est   | « IA00046924 » | |             | Église Saint-Maixent de Lussac-les-Châteaux                                 |
| Église Saint-Médard de Magné                                                | Magné                            |                         | 46° 21′ 25″ nord, 0° 23′ 32″ est   | « PA00105518 » | Inscrit MH | 1952        | Église Saint-Médard de Magné                                                |
| Église Saint-Théophane-Vénard de Maillé                                     | Maillé                           |                         | 46° 40′ 41″ nord, 0° 05′ 24″ est   |                | |             | Image manquante Téléverser                                                  |
| Église Saint-Sylvain de Mairé                                               | Mairé                            |                         | 46° 51′ 30″ nord, 0° 45′ 04″ est   |                | |             | Image manquante Téléverser                                                  |
| Église Notre-Dame-de-tous-les-Saints de Maisonneuve                         | Maisonneuve                      |                         | 46° 43′ 22″ nord, 0° 03′ 25″ est   | « IA00044566 » | |             | Image manquante Téléverser                                                  |
| Basilique Saint-Benoît-Labre de Marçay                                      | Marçay                           |                         | 46° 27′ 43″ nord, 0° 13′ 52″ est   | « PA86000043 » | Inscrit MH | 2011        | Image manquante Téléverser                                                  |
| Église Saint-Médard de Marçay                                               | Marçay                           |                         | 46° 27′ 46″ nord, 0° 13′ 50″ est   |                | |             | Église Saint-Médard de Marçay                                               |
| Église Saint-Léger-la-Palu de Marigny-Brizay                                | Marigny-Brizay                   |                         | 46° 42′ 58″ nord, 0° 23′ 24″ est   | « PA00105522 » | Inscrit MH | 1935        | Église Saint-Léger-la-Palu de Marigny-Brizay                                |
| Église Saint-Étienne de Marigny-Brizay                                      | Marigny-Brizay                   |                         | 46° 44′ 44″ nord, 0° 22′ 39″ est   | « IA00044685 » | |             | Image manquante Téléverser                                                  |
| Église Saint-Nazaire de Marigny-Chemereau                                   | Marigny-Chemereau                |                         | 46° 25′ 36″ nord, 0° 12′ 58″ est   |                | |             | Église Saint-Nazaire de Marigny-Chemereau                                   |
| Église Saint-Pierre de Marnay (Vienne)                                      | Marnay                           |                         | 46° 23′ 44″ nord, 0° 20′ 36″ est   | « IA00016108 » | |             | Image manquante Téléverser                                                  |
| Église Saint-Maurice de Martaizé                                            | Martaizé                         |                         | 46° 55′ 04″ nord, 0° 03′ 38″ est   |                | |             | Image manquante Téléverser                                                  |
| Église Saint-Urbain de Jarzay                                               | Massognes                        |                         | 46° 45′ 08″ nord, 0° 02′ 10″ est   |                | |             | Image manquante Téléverser                                                  |
| Église Saint-Martin de Maulay                                               | Maulay                           |                         | 46° 58′ 45″ nord, 0° 13′ 05″ est   |                | |             | Image manquante Téléverser                                                  |
| Église Sainte-Impère de Mauprévoir                                          | Mauprévoir                       |                         | 46° 10′ 26″ nord, 0° 31′ 02″ est   |                | |             | Église Sainte-Impère de Mauprévoir                                          |
| Église Saint-Romain de Mazerolles                                           | Mazerolles                       |                         | 46° 24′ 17″ nord, 0° 41′ 03″ est   | « PA00105526 » | Classé MH La façade y compris le companile | 1919        | Église Saint-Romain de Mazerolles                                           |
| Église Saint-Hilaire de Mazeuil                                             | Mazeuil                          |                         | 46° 47′ 18″ nord, 0° 05′ 04″ est   | « PA00105527 » | Classé MH | 1963        | Église Saint-Hilaire de Mazeuil                                             |
| Église Saint-Césaire de Messemé                                             | Messemé                          |                         | 47° 00′ 37″ nord, 0° 10′ 42″ est   |                | |             | Image manquante Téléverser                                                  |
| Église Sainte-Radegonde de Villiers                                         | Messemé                          |                         | 47° 01′ 05″ nord, 0° 09′ 35″ est   |                | |             | Image manquante Téléverser                                                  |
| Église Notre-Dame de Mignaloux-Beauvoir                                     | Mignaloux-Beauvoir               |                         | 46° 32′ 38″ nord, 0° 24′ 58″ est   | « PA00105528 » | Inscrit MH Le portail | 1931        | Église Notre-Dame de Mignaloux-Beauvoir                                     |
| Église Sainte-Croix de Migné-Auxances                                       | Migné-Auxances                   |                         | 46° 37′ 35″ nord, 0° 18′ 41″ est   | « PA86000049 » | Inscrit MH | 2014        | Église Sainte-Croix de Migné-Auxances                                       |
| Église Saint-Gervais-et-Saint-Protais de Millac                             | Millac                           |                         | 46° 11′ 23″ nord, 0° 41′ 13″ est   | « IA00047223 » | |             | Image manquante Téléverser                                                  |
| Église Saint-André de Mirebeau                                              | Mirebeau                         |                         | 46° 46′ 58″ nord, 0° 10′ 57″ est   |                | |             | Église Saint-André de Mirebeau                                              |
| Église Saint-Hilaire de Seuilly                                             | Mirebeau                         |                         | 46° 47′ 54″ nord, 0° 12′ 45″ est   |                | |             | Image manquante Téléverser                                                  |
| Collégiale Notre-Dame de Mirebeau                                           | Mirebeau                         |                         | 46° 47′ 07″ nord, 0° 10′ 55″ est   |                | |             | Image manquante Téléverser                                                  |
| Église Notre-Dame de Moncontour                                             | Moncontour                       |                         | 46° 52′ 57″ nord, 0° 00′ 50″ ouest |                | |             | Image manquante Téléverser                                                  |
| Église Saint-Nicolas de Moncontour                                          | Moncontour                       |                         | 46° 52′ 54″ nord, 0° 01′ 04″ ouest | « PA00105540 » | Inscrit MH | 1985        | Église Saint-Nicolas de Moncontour                                          |
| Église Saint-Cyr-et-Sainte-Julitte de Saint-Chartres                        | Moncontour                       |                         | 46° 50′ 08″ nord, 0° 00′ 36″ ouest |                | |             | Image manquante Téléverser                                                  |
| Église Saint-Philibert de Messais                                           | Moncontour                       |                         | 46° 51′ 41″ nord, 0° 01′ 16″ est   |                | |             | Image manquante Téléverser                                                  |
| Église Saint-Martin de Mondion                                              | Mondion                          |                         | 46° 56′ 15″ nord, 0° 29′ 09″ est   | « IA00046081 » | |             | Église Saint-Martin de Mondion                                              |
| Église Notre-Dame-de-l'Assomption de Montamisé                              | Montamisé                        |                         | 46° 37′ 17″ nord, 0° 25′ 23″ est   |                | |             | Église Notre-Dame-de-l'Assomption de Montamisé                              |
| Église Saint-Ambroise de Monthoiron                                         | Monthoiron                       |                         | 46° 43′ 59″ nord, 0° 37′ 10″ est   |                | |             | Église Saint-Ambroise de Monthoiron                                         |
| Église Notre-Dame de Montmorillon                                           | Montmorillon                     |                         | 46° 25′ 36″ nord, 0° 52′ 19″ est   | « PA00105545 » | Classé MH | 1862        | Église Notre-Dame de Montmorillon                                           |
| Église Saint-Martial de Montmorillon                                        | Montmorillon                     |                         | 46° 25′ 36″ nord, 0° 52′ 18″ est   | « PA00105546 » | Inscrit MH | 1984        | Église Saint-Martial de Montmorillon                                        |
| Église Saint-Martin de Montmorillon                                         | Montmorillon                     |                         | 46° 24′ 35″ nord, 0° 54′ 15″ est   | « PA00105547 » | Inscrit MH | 1985        | Église Saint-Martin de Montmorillon                                         |
| Église Saint-Laurent-de-la-Maison-Dieu de Montmorillon                      | Montmorillon                     |                         | 46° 25′ 22″ nord, 0° 51′ 50″ est   |                | |             | Église Saint-Laurent-de-la-Maison-Dieu de Montmorillon                      |
| Église Saint-Hilaire de Montreuil-Bonnin                                    | Montreuil-Bonnin                 |                         | 46° 32′ 49″ nord, 0° 08′ 24″ est   | « PA00105555 » | Inscrit MH La colonne avec son chapiteau du 12e siècle et les trois dais du 14e siècle engagés dans le mur sud du choeur                             | 1935        | Église Saint-Hilaire de Montreuil-Bonnin                                    |
| Église Saint-Hilaire-et-Saint-Laurent de Monts-sur-Guesnes                  | Monts-sur-Guesnes                |                         | 46° 55′ 10″ nord, 0° 12′ 42″ est   |                | |             | Image manquante Téléverser                                                  |
| Église Saint-Pierre de Morton                                               | Morton                           |                         | 47° 06′ 33″ nord, 0° 01′ 05″ ouest |                | |             | Église Saint-Pierre de Morton                                               |
| Église Saint-Hilaire de Moulismes                                           | Moulismes                        |                         | 46° 19′ 48″ nord, 0° 48′ 48″ est   |                | |             | Image manquante Téléverser                                                  |
| Église Saint-Martin de Moussac                                              | Moussac                          |                         | 46° 16′ 53″ nord, 0° 41′ 13″ est   | « IA00047266 » | |             | Image manquante Téléverser                                                  |
| Église Saint-Maximin de Mouterre-Silly                                      | Mouterre-Silly                   |                         | 46° 58′ 30″ nord, 0° 02′ 43″ est   | « PA00105559 » | Inscrit MH | 1935        | Église Saint-Maximin de Mouterre-Silly                                      |
| Église Notre-Dame de Chasseignes de Mouterre-Silly                          | Mouterre-Silly                   |                         | 46° 58′ 06″ nord, 0° 01′ 51″ est   | « PA00105560 » | Classé MH | 2014        | Église Notre-Dame de Chasseignes de Mouterre-Silly                          |
| Église Saint-Pierre-et-Saint-Paul de Mouterre-sur-Blourde                   | Mouterre-sur-Blourde             |                         | 46° 12′ 07″ nord, 0° 45′ 17″ est   | « IA00047283 » | |             | Église Saint-Pierre-et-Saint-Paul de Mouterre-sur-Blourde                   |
| Église Saint-Vincent de Naintré                                             | Naintré                          |                         | 46° 45′ 50″ nord, 0° 28′ 55″ est   |                | |             | Église Saint-Vincent de Naintré                                             |
| Église Saint-Hilaire de Nalliers                                            | Nalliers                         |                         | 46° 36′ 08″ nord, 0° 52′ 01″ est   | « PA00125696 » | Inscrit MH | 1993        | Église Saint-Hilaire de Nalliers                                            |
| Église Saint-Blaise de Nérignac                                             | Nérignac                         |                         | 46° 17′ 40″ nord, 0° 43′ 36″ est   | « IA00047317 » | |             | Image manquante Téléverser                                                  |
| Église Notre-Dame de Neuville-de-Poitou                                     | Neuville-de-Poitou               |                         | 46° 41′ 14″ nord, 0° 14′ 45″ est   | « IA00044636 » | |             | Église Notre-Dame de Neuville-de-Poitou                                     |
| Église Saint-Gervais-et-Saint-Protais de Nieuil-l'Espoir                    | Nieuil-l'Espoir                  |                         | 46° 28′ 55″ nord, 0° 27′ 16″ est   | « IA00045028 » | |             | Église Saint-Gervais-et-Saint-Protais de Nieuil-l'Espoir                    |
| Abbatiale Saint-Junien de Nouaillé-Maupertuis                               | Nouaillé-Maupertuis              |                         | 46° 30′ 37″ nord, 0° 24′ 46″ est   |                | |             | Abbatiale Saint-Junien de Nouaillé-Maupertuis                               |
| Église Saint-Georges de Nueil-sous-Faye                                     | Nueil-sous-Faye                  |                         | 46° 58′ 44″ nord, 0° 16′ 51″ est   |                | |             | Image manquante Téléverser                                                  |
| Église Saint-Hilaire d'Orches                                               | Orches                           |                         | 46° 52′ 58″ nord, 0° 19′ 17″ est   | « PA00105569 » | Inscrit MH Les deux travées du choeur, le portail nord et la chapelle seigneuriale au sud du choeur                                                  | 1935        | Image manquante Téléverser                                                  |
| Église Saint-Martin-et-Sainte-Marguerite des Ormes                          | Les Ormes                        |                         | 46° 58′ 28″ nord, 0° 36′ 08″ est   |                | |             | Église Saint-Martin-et-Sainte-Marguerite des Ormes                          |
| Église Saint-Hilaire d'Ouzilly                                              | Ouzilly                          |                         | 46° 46′ 32″ nord, 0° 21′ 45″ est   | « PA00105574 » | Inscrit MH Façade occidentale et clocher | 1933        | Église Saint-Hilaire d'Ouzilly                                              |
| Église Saint-Sulpice d'Oyré                                                 | Oyré                             |                         | 46° 46′ 32″ nord, 0° 21′ 45″ est   | « PA00105575 » | Classé MH | 1914        | Église Saint-Sulpice d'Oyré                                                 |
| Église Saint-Hilaire de Paizay-le-Sec                                       | Paizay-le-Sec                    |                         | 46° 34′ 43″ nord, 0° 46′ 39″ est   | « IA00045394 » | |             | Église Saint-Hilaire de Paizay-le-Sec                                       |
| Église Notre-Dame de Payroux                                                | Payroux                          |                         | 46° 12′ 57″ nord, 0° 29′ 10″ est   | « PA00105576 » | Inscrit MH | 1950        | Église Notre-Dame de Payroux                                                |
| Église Saint-Gervais-et-Saint-Protais de Persac                             | Persac                           |                         | 46° 20′ 40″ nord, 0° 42′ 17″ est   | « PA00105578 » | Inscrit MH Clocher | 1935        | Image manquante Téléverser                                                  |
| Église Saint-Pardoux de Pindray                                             | Pindray                          |                         | 46° 29′ 26″ nord, 0° 48′ 44″ est   |                | |             | Image manquante Téléverser                                                  |
| Église Notre-Dame de Plaisance (Vienne)                                     | Plaisance                        |                         | 46° 19′ 59″ nord, 0° 52′ 23″ est   | « PA00105582 » | Classé MH | 1920        | Église Notre-Dame de Plaisance (Vienne)                                     |
| Église de la Trinité de Pleumartin                                          | Pleumartin                       |                         | 46° 44′ 19″ nord, 0° 45′ 58″ est   | « PA00105582 » | Classé MH | 1920        | Image manquante Téléverser                                                  |
| Église Sainte-Radegonde de Poitiers                                         | Poitiers                         | rue de Pigeon Blanc     | 46° 34′ 47″ nord, 0° 21′ 07″ est   | « PA00105601 » | Classé MH | 1862        | Église Sainte-Radegonde de Poitiers                                         |
| Église Notre-Dame-la-Grande de Poitiers                                     | Poitiers                         | place Charles De Gaulle | 46° 35′ 00″ nord, 0° 20′ 38″ est   | « PA00105596 » | Classé MH | 1840        | Église Notre-Dame-la-Grande de Poitiers                                     |
| Baptistère Saint-Jean de Poitiers                                           | Poitiers                         |                         | 46° 34′ 46″ nord, 0° 20′ 55″ est   | « PA00105585 » | Classé MH | 1846        | Baptistère Saint-Jean de Poitiers                                           |
| Cathédrale Saint-Pierre de Poitiers                                         | Poitiers                         | place de la Cathédrale  | 46° 34′ 50″ nord, 0° 20′ 57″ est   | « PA00105586 » | Classé MH | 1875        | Cathédrale Saint-Pierre de Poitiers                                         |
| Église Saint-Hilaire le Grand                                               | Poitiers                         | rue Saint-Hilaire       | 46° 34′ 38″ nord, 0° 19′ 58″ est   | « PA00105598 » | Classé MH | 1840        | Église Saint-Hilaire le Grand                                               |
| Église Saint-Porchaire de Poitiers                                          | Poitiers                         | rue Saint-Porchaire     | 46° 34′ 53″ nord, 0° 20′ 24″ est   | « PA00105600 » | Classé MH La tour ; Classé MH La nef | 1846 ; 1908 | Église Saint-Porchaire de Poitiers                                          |
| Église Saint-Jean de Montierneuf                                            | Poitiers                         |                         | 46° 35′ 21″ nord, 0° 20′ 43″ est   | « PA00105595 » | Classé MH | 1840        | Église Saint-Jean de Montierneuf                                            |
| Église Saint-Germain de Poitiers                                            | Poitiers                         |                         | 46° 35′ 13″ nord, 0° 20′ 37″ est   | « PA00105597 » | Inscrit MH | 1969        | Église Saint-Germain de Poitiers                                            |
| Église Saint-Paul de Poitiers                                               | Poitiers                         |                         | 46° 34′ 21″ nord, 0° 21′ 37″ est   | « PA00105599 » | Inscrit MH | 1931        | Église Saint-Paul de Poitiers                                               |
| Église Saint-Savin de Poitiers                                              | Poitiers                         |                         | 46° 34′ 54″ nord, 0° 20′ 53″ est   | « PA00105602 » | Inscrit MH La façade | 1929        | Image manquante Téléverser                                                  |
| Église Saint-Cyprien de Poitiers                                            | Poitiers                         |                         | 46° 34′ 04″ nord, 0° 20′ 37″ est   | « PA86000022 » | Inscrit MH | 2002        | Église Saint-Cyprien de Poitiers                                            |
| Église Sainte-Thérèse et Sainte Jeanne d'arc de Poitiers                    | Poitiers                         |                         | 46° 35′ 30″ nord, 0° 19′ 54″ est   | « PA86000048 » | Inscrit MH | 2013        | Église Sainte-Thérèse et Sainte Jeanne d'arc de Poitiers                    |
| Église multicultuelle de la Croix de Beaulieu de Beaulieu                   | Poitiers                         |                         | 46° 34′ 33″ nord, 0° 22′ 59″ est   |                | |             | Image manquante Téléverser                                                  |
| Église Sainte-Bernadette de Poitiers                                        | Poitiers                         |                         | 46° 34′ 35″ nord, 0° 19′ 09″ est   |                | |             | Image manquante Téléverser                                                  |
| Abbatiale Saint-Hilaire-de-la-Celle dite chapelle des Augustins de Poitiers | Poitiers                         |                         | à géolocaliser                     |                | |             | Abbatiale Saint-Hilaire-de-la-Celle dite chapelle des Augustins de Poitiers |
| Église Saint-Hilaire-entre-les-églises de Poitiers                          | Poitiers                         |                         | 46° 34′ 48″ nord, 0° 20′ 57″ est   |                | |             | Image manquante Téléverser                                                  |
| Église de la Résurrection de Poitiers                                       | Poitiers                         |                         | à géolocaliser                     |                | |             | Image manquante Téléverser                                                  |
| Église des Cordeliers de Poitiers                                           | Poitiers                         |                         | à géolocaliser                     |                | |             | Image manquante Téléverser                                                  |
| Église des Jacobins de Poitiers                                             | Poitiers                         |                         | à géolocaliser                     |                | |             | Image manquante Téléverser                                                  |
| Église Saint-Martin de Poitiers                                             | Poitiers                         |                         | 46° 33′ 59″ nord, 0° 19′ 06″ est   |                | |             | Image manquante Téléverser                                                  |
| Église Saint-Martin-entre-les-deux-églises de Poitiers                      | Poitiers                         |                         | 46° 34′ 47″ nord, 0° 20′ 56″ est   |                | |             | Église Saint-Martin-entre-les-deux-églises de Poitiers                      |
| Église Saint-Michel de Poitiers                                             | Poitiers                         |                         | à géolocaliser                     |                | |             | Image manquante Téléverser                                                  |
| Nouvelle église Saint-Paul de Poitiers                                      | Poitiers                         |                         | 46° 34′ 21″ nord, 0° 21′ 37″ est   |                | |             | Image manquante Téléverser                                                  |
| Église Saint-Étienne de Poitiers                                            | Poitiers                         |                         | 46° 34′ 59″ nord, 0° 20′ 41″ est   |                | |             | Image manquante Téléverser                                                  |
| Église Notre-Dame-Immaculée de Port-de-Piles                                | Port-de-Piles                    |                         | 47° 00′ 17″ nord, 0° 36′ 07″ est   |                | |             | Église Notre-Dame-Immaculée de Port-de-Piles                                |
| Église Saint-Nicolas de Port-de-Piles                                       | Port-de-Piles                    |                         | 47° 00′ 18″ nord, 0° 36′ 04″ est   |                | |             | Église Saint-Nicolas de Port-de-Piles                                       |
| Église Saint-Hilaire de Pouançay                                            | Pouançay                         |                         | 47° 04′ 51″ nord, 0° 04′ 20″ ouest |                | |             | Église Saint-Hilaire de Pouançay                                            |
| Église Saint-Hilaire de Pouant                                              | Pouant                           |                         | 47° 00′ 18″ nord, 0° 16′ 16″ est   |                | |             | Église Saint-Hilaire de Pouant                                              |
| Église Saint-Martin de Pouillé                                              | Pouillé                          |                         | 46° 32′ 10″ nord, 0° 34′ 34″ est   | « PA00105659 » | Inscrit MH | 1973        | Église Saint-Martin de Pouillé                                              |
| Église Saint-Just de Pressac                                                | Pressac                          |                         | 46° 06′ 57″ nord, 0° 34′ 15″ est   | « PA00105660 » | Classé MH | 1987        | Église Saint-Just de Pressac                                                |
| Église Sainte-Madeleine de Prinçay                                          | Prinçay                          |                         | 46° 56′ 01″ nord, 0° 14′ 57″ est   | « PA00105662 » | Inscrit MH | 1952        | Église Sainte-Madeleine de Prinçay                                          |
| Église Saint-Hilaire de Cenan de La Puye                                    | La Puye                          |                         | 46° 39′ 00″ nord, 0° 43′ 43″ est   | « PA86000020 » | Inscrit MH | 2002        | Église Saint-Hilaire de Cenan de La Puye                                    |
| Église Saint-Martin et Notre-Dame de La Puye                                | La Puye                          |                         | 46° 38′ 30″ nord, 0° 45′ 14″ est   |                | |             | Image manquante Téléverser                                                  |
| Église Saint-Martin de Queaux                                               | Queaux                           |                         | 46° 19′ 39″ nord, 0° 40′ 10″ est   | « IA00047328 » | |             | Image manquante Téléverser                                                  |
| Église Saint-Éleusippe de Quinçay                                           | Quinçay                          |                         | 46° 36′ 25″ nord, 0° 14′ 15″ est   | « PA00105666 » | Inscrit MH La porte | 1926        | Église Saint-Éleusippe de Quinçay                                           |
| Église Notre-Dame-de-Pitié de Ranton                                        | Ranton                           |                         | 46° 59′ 41″ nord, 0° 00′ 35″ ouest |                | |             | Image manquante Téléverser                                                  |
| Église Saint-Léonard de Ranton                                              | Ranton                           |                         | 47° 00′ 01″ nord, 0° 01′ 46″ ouest |                | |             | Église Saint-Léonard de Ranton                                              |
| Ancienne église Saint-Martin de Ranton                                      | Ranton                           |                         | 46° 59′ 51″ nord, 0° 02′ 19″ ouest |                | |             | Image manquante Téléverser                                                  |
| Église Saint-Avertin de Raslay                                              | Raslay                           |                         | 47° 06′ 42″ nord, 0° 00′ 11″ ouest |                | |             | Église Saint-Avertin de Raslay                                              |
| Église Notre-Dame de La Roche-Posay                                         | La Roche-Posay                   |                         | 46° 47′ 12″ nord, 0° 48′ 57″ est   | « PA00105669 » | Classé MH | 1907        | Église Notre-Dame de La Roche-Posay                                         |
| Église Saint-Pierre du Bouchet                                              | La Roche-Rigault                 |                         | 46° 57′ 31″ nord, 0° 09′ 23″ est   | « PA00105674 » | Inscrit MH | 1925        | Église Saint-Pierre du Bouchet                                              |
| Église Saint-Germain de Claunay                                             | La Roche-Rigault                 |                         | 46° 59′ 29″ nord, 0° 11′ 37″ est   | « PA00105675 » | Classé MH L'abside et le clocher | 1926        | Église Saint-Germain de Claunay                                             |
| Église d'Andillé                                                            | Roches-Prémarie-Andillé          |                         | 46° 28′ 44″ nord, 0° 19′ 58″ est   | « PA00105678 » | Inscrit MH Le portail ouest | 1935        | Image manquante Téléverser                                                  |
| Église Saint-Nicolas de Roches-Prémarie-Andillé                             | Roches-Prémarie-Andillé          |                         | 46° 28′ 59″ nord, 0° 22′ 14″ est   |                | |             | Image manquante Téléverser                                                  |
| Église Saint-Martin de Roiffé                                               | Roiffé                           |                         | 47° 07′ 34″ nord, 0° 03′ 07″ est   |                | |             | Église Saint-Martin de Roiffé                                               |
| Église Saint-Laurent de Romagne                                             | Romagne                          |                         | 46° 16′ 15″ nord, 0° 18′ 07″ est   | « PA00125699 » | Inscrit MH Choeur, ainsi que le bas-côté et la chapelle Nord                                                                                         | 1993        | Église Saint-Laurent de Romagne                                             |
| Église Saint-Hilaire de Rouillé                                             | Rouillé                          |                         | 46° 25′ 12″ nord, 0° 02′ 26″ est   | « PA00105680 » | Inscrit MH Le choeur et le transept | 1935        | Église Saint-Hilaire de Rouillé                                             |
| Église abbatiale Saint-André de Saint-Benoît                                | Saint-Benoît                     |                         | 46° 32′ 58″ nord, 0° 20′ 29″ est   |                | |             | Église abbatiale Saint-André de Saint-Benoît                                |
| Église Saint-Christophe de Saint-Christophe (Vienne)                        | Saint-Christophe                 |                         | 46° 55′ 13″ nord, 0° 22′ 14″ est   | « PA00105684 » | Inscrit MH La dernière travée (choeur) et le portail 12e siècle                                                                                      | 1937        | Église Saint-Christophe de Saint-Christophe (Vienne)                        |
| Église Saint-Clair de Saint-Clair (Vienne)                                  | Saint-Clair                      |                         | 46° 52′ 51″ nord, 0° 03′ 50″ est   |                | |             | Image manquante Téléverser                                                  |
| Église Saint-Gaudent de Saint-Gaudent                                       | Saint-Gaudent                    |                         | à géolocaliser                     |                | |             | Église Saint-Gaudent de Saint-Gaudent                                       |
| Église Saint-Genest de Saint-Genest-d'Ambière                               | Saint-Genest-d'Ambière           |                         | à géolocaliser                     |                | |             | Image manquante Téléverser                                                  |
| Église Saint-Georges de Saint-Georges-lès-Baillargeaux                      | Saint-Georges-lès-Baillargeaux   |                         | 47° 01′ 41″ nord, 2° 05′ 49″ est   |                | |             | Église Saint-Georges de Saint-Georges-lès-Baillargeaux                      |
| Église Saint-Georges de Saint-Georges-lès-Baillargeaux                      | Saint-Germain                    |                         | 46° 33′ 38″ nord, 0° 51′ 59″ est   | « PA00105690 » | Inscrit MH La façade occidentale | 1927        | Église Saint-Georges de Saint-Georges-lès-Baillargeaux                      |
| Église Saint-Gervais-et-Saint-Protais de Saint-Gervais-les-Trois-Clochers   | Saint-Gervais-les-Trois-Clochers |                         | 46° 54′ 03″ nord, 0° 24′ 29″ est   | « IA00046155 » | |             | Église Saint-Gervais-et-Saint-Protais de Saint-Gervais-les-Trois-Clochers   |
| Église Saint-Pierre de Frontenay-sur-Dives                                  | Saint-Jean-de-Sauves             |                         | 46° 50′ 47″ nord, 0° 03′ 10″ est   | « PA00105691 » | Inscrit MH | 1926        | Église Saint-Pierre de Frontenay-sur-Dives                                  |
| Église Saint-Clément-et-Saint-Jean de Saint-Jean-de-Sauves                  | Saint-Jean-de-Sauves             |                         | à géolocaliser                     |                | |             | Image manquante Téléverser                                                  |
| Église Saint-Julien de Saint-Julien-l'Ars                                   | Saint-Julien-l'Ars               |                         | 46° 33′ 20″ nord, 0° 30′ 22″ est   | « IA86000397 » | |             | Église Saint-Julien de Saint-Julien-l'Ars                                   |
| Église Saint-Laon de Saint-Laon                                             | Saint-Laon                       |                         | à géolocaliser                     |                | |             | Image manquante Téléverser                                                  |
| Église Saint-Laurent de Saint-Laurent-de-Jourdes                            | Saint-Laurent-de-Jourdes         |                         | à géolocaliser                     | « IA00046881 » | |             | Image manquante Téléverser                                                  |
| Église Saint-Léger de Saint-Léger-de-Montbrillais                           | Saint-Léger-de-Montbrillais      |                         | 47° 04′ 18″ nord, 0° 02′ 35″ ouest | « PA00105698 » | Inscrit MH | 1926        | Église Saint-Léger de Saint-Léger-de-Montbrillais                           |
| Église Saint-Léomer de Saint-Léomer                                         | Saint-Léomer                     |                         | à géolocaliser                     |                | |             | Image manquante Téléverser                                                  |
| Église Saint-Maclou de Saint-Macoux                                         | Saint-Macoux                     |                         | à géolocaliser                     |                | |             | Église Saint-Maclou de Saint-Macoux                                         |
| Église Saint-Martin de Saint-Martin-l'Ars                                   | Saint-Martin-l'Ars               |                         | 46° 13′ 03″ nord, 0° 31′ 49″ est   |                | |             | Église Saint-Martin de Saint-Martin-l'Ars                                   |
| Abbatiale de l'abbaye de la Réau de Saint-Martin-l'Ars                      | Saint-Martin-l'Ars               |                         | 46° 11′ 42″ nord, 0° 32′ 56″ est   |                | |             | Abbatiale de l'abbaye de la Réau de Saint-Martin-l'Ars                      |
| Église Saint-Maurice de Saint-Maurice-la-Clouère                            | Saint-Maurice-la-Clouère         |                         | 46° 12′ 12″ nord, 0° 24′ 38″ est   | « PA00105702 » | Classé MH | 1890        | Église Saint-Maurice de Saint-Maurice-la-Clouère                            |
| Église Saint-Pierre de Saint-Pierre-d'Exideuil                              | Saint-Pierre-d'Exideuil          |                         | 46° 09′ 02″ nord, 0° 16′ 11″ est   | « PA00105704 » | Classé MH | 1904        | Église Saint-Pierre de Saint-Pierre-d'Exideuil                              |
| Église Saint-Pierre de Saint-Pierre-de-Maillé                               | Saint-Pierre-de-Maillé           |                         | à géolocaliser                     | « IA00046434 » | |             | Église Saint-Pierre de Saint-Pierre-de-Maillé                               |
| Église Saint-Remy de Saint-Rémy-sur-Creuse                                  | Saint-Rémy-sur-Creuse            |                         | à géolocaliser                     |                | |             | Image manquante Téléverser                                                  |
| Église Saint-Romain de Saint-Romain (Vienne)                                | Saint-Romain                     |                         | à géolocaliser                     |                | |             | Église Saint-Romain de Saint-Romain (Vienne)                                |
| Église Saint-Sylvain de Saint-Sauvant                                       | Saint-Sauvant                    |                         | 46° 21′ 35″ nord, 0° 03′ 24″ est   | « PA00105707 » | Classé MH | 1979        | Église Saint-Sylvain de Saint-Sauvant                                       |
| Abbaye de Saint-Savin-sur-Gartempe                                          | Saint-Savin                      |                         | 46° 33′ 53″ nord, 0° 51′ 57″ est   | « PA00105712 » | Classé MH | 1840        | Abbaye de Saint-Savin-sur-Gartempe                                          |
| Église Saint-Saviol de Saint-Saviol                                         | Saint-Saviol                     |                         | à géolocaliser                     |                | |             | Image manquante Téléverser                                                  |
| Église Saint-Secondin de Saint-Secondin                                     | Saint-Secondin                   |                         | 46° 19′ 43″ nord, 0° 29′ 35″ est   |                | |             | Église Saint-Secondin de Saint-Secondin                                     |
| Église Sainte-Radegonde de Sainte-Radégonde (Vienne)                        | Sainte-Radégonde                 |                         | 46° 38′ 10″ nord, 0° 42′ 07″ est   | « IA00045423 » | |             | Église Sainte-Radegonde de Sainte-Radégonde (Vienne)                        |
| Église Saint-Pierre de Saires                                               | Saires                           |                         | à géolocaliser                     |                | |             | Image manquante Téléverser                                                  |
| Église Sainte-Radegonde de Saix                                             | Saix                             |                         | 47° 08′ 11″ nord, 0° 00′ 02″ est   | « PA00105714 » | Inscrit MH Le choeur et l'abside | 1939        | Église Sainte-Radegonde de Saix                                             |
| Église Saint-Pierre-et-Saint-Martial de Sammarçolles                        | Sammarçolles                     |                         | à géolocaliser                     |                | |             | Image manquante Téléverser                                                  |
| Église Saint-Pierre de Sanxay                                               | Sanxay                           |                         | 46° 29′ 40″ nord, 0° 00′ 25″ ouest | « PA00105718 » | Inscrit MH | 1926        | Église Saint-Pierre de Sanxay                                               |
| Église Saint-Divitien de Saulgé                                             | Saulgé                           |                         | 46° 22′ 41″ nord, 0° 52′ 30″ est   |                | |             | Image manquante Téléverser                                                  |
| Église Saint-Hilaire de Savigné                                             | Savigné                          |                         | 46° 09′ 29″ nord, 0° 19′ 15″ est   |                | |             | Église Saint-Hilaire de Savigné                                             |
| Église Saint-Pierre-et-Saint-Paul de Savigny-Lévescault                     | Savigny-Lévescault               |                         | 46° 32′ 12″ nord, 0° 28′ 40″ est   | « IA86000254 » | |             | Église Saint-Pierre-et-Saint-Paul de Savigny-Lévescault                     |
| Église Saint-Pierre de Savigny-sous-Faye                                    | Savigny-sous-Faye                |                         | 46° 52′ 13″ nord, 0° 17′ 12″ est   | « PA00105723 » | Classé MH | 1994        | Église Saint-Pierre de Savigny-sous-Faye                                    |
| Église Saint-Hilaire de Scorbé-Clairvaux                                    | Scorbé-Clairvaux                 |                         | 46° 48′ 44″ nord, 0° 25′ 03″ est   | « PA00132788 » | Inscrit MH | 1994        | Image manquante Téléverser                                                  |
| Église Saint-André de Senillé                                               | Senillé-Saint-Sauveur            |                         | 46° 46′ 44″ nord, 0° 36′ 52″ est   |                | |             | Église Saint-André de Senillé                                               |
| Église Saint-Antoine de Saint-Sauveur                                       | Senillé-Saint-Sauveur            |                         | 46° 48′ 31″ nord, 0° 37′ 22″ est   | « PA00105710 » | Classé MH | 1910        | Église Saint-Antoine de Saint-Sauveur                                       |
| Église Saint-Étienne de Sérigny                                             | Sérigny                          |                         | 46° 54′ 23″ nord, 0° 20′ 57″ est   | « PA00105729 » | Inscrit MH | 1935        | Image manquante Téléverser                                                  |
| Église Saint-Nicolas de Sèvres-Anxaumont                                    | Sèvres-Anxaumont                 |                         | 46° 34′ 13″ nord, 0° 27′ 56″ est   | « PA00105731 » | Inscrit MH La façade occidentale | 1935        | Église Saint-Nicolas de Sèvres-Anxaumont                                    |
| Église Saint-Félix de Sillars                                               | Sillars                          |                         | 46° 25′ 10″ nord, 0° 46′ 06″ est   | « IA00047027 » | |             | Image manquante Téléverser                                                  |
| Église Saint-Félix-de-Nole de Smarves                                       | Smarves                          |                         | 46° 30′ 41″ nord, 0° 20′ 58″ est   |                | |             | Image manquante Téléverser                                                  |
| Église Saint-Gaudent de Sommières-du-Clain                                  | Sommières-du-Clain               |                         | 46° 16′ 38″ nord, 0° 21′ 26″ est   | « PA00105734 » | Inscrit MH La façade occidentale | 1935        | Église Saint-Gaudent de Sommières-du-Clain                                  |
| Église Saint-Pierre de Sossais                                              | Sossais                          |                         | 46° 51′ 34″ nord, 0° 23′ 08″ est   | « PA00105735 » | Inscrit MH Le portail ouest et les menuiseries | 1937        | Image manquante Téléverser                                                  |
| Église Saint-Hilaire de Surin                                               | Surin                            |                         | 46° 04′ 40″ nord, 0° 22′ 15″ est   | « PA00105737 » | Inscrit MH Le portail | 1935        | Église Saint-Hilaire de Surin                                               |
| Église Saint-Crespin-et-Saint-Crespinien de Tercé                           | Tercé                            |                         | 46° 30′ 59″ nord, 0° 33′ 53″ est   | « IA86000284 » | |             | Image manquante Téléverser                                                  |
| Église Notre-Dame de Ternay                                                 | Ternay                           |                         | 47° 02′ 18″ nord, 0° 03′ 21″ ouest | « IA86000284 » | |             | Église Notre-Dame de Ternay                                                 |
| Église Notre-Dame de Thollet                                                | Thollet                          |                         | 46° 25′ 17″ nord, 1° 07′ 20″ est   | « PA00125700 » | Inscrit MH | 1993        | Image manquante Téléverser                                                  |
| Église Saint-Pierre de Thurageau                                            | Thurageau                        |                         | 46° 46′ 07″ nord, 0° 14′ 34″ est   | « IA00045586 » | |             | Image manquante Téléverser                                                  |
| Église Saint-Pierre de Thuré                                                | Thuré                            |                         | 46° 49′ 53″ nord, 0° 27′ 23″ est   | « PA00105742 » | Classé MH | 1910        | Église Saint-Pierre de Thuré                                                |
| Église Saint-Pierre-ès-Liens de La Trimouille                               | La Trimouille                    |                         | 46° 27′ 58″ nord, 1° 02′ 20″ est   | « IA00045287 » | |             | Image manquante Téléverser                                                  |
| Église Saint-Hilaire des Trois-Moutiers                                     | Les Trois-Moutiers               |                         | 47° 03′ 43″ nord, 0° 01′ 12″ est   |                | |             | Église Saint-Hilaire des Trois-Moutiers                                     |
| Église de Remeneuil                                                         | Usseau                           |                         | 46° 52′ 04″ nord, 0° 29′ 58″ est   | « PA86000021 » | Inscrit MH | 2002        | Image manquante Téléverser                                                  |
| Église Saint-Hilaire d'Usseau                                               | Usseau                           |                         | 46° 52′ 37″ nord, 0° 30′ 33″ est   | « IA00046288 » | |             | Image manquante Téléverser                                                  |
| Église Saint-Pierre-et-Saint-Paul d'Usson-du-Poitou                         | Usson-du-Poitou                  |                         | 46° 16′ 44″ nord, 0° 31′ 44″ est   | « PA00105749 » | Classé MH | 1907        | Église Saint-Pierre-et-Saint-Paul d'Usson-du-Poitou                         |
| Église Saint-Hilaire de Salles-en-Toulon                                    | Valdivienne                      |                         | 46° 29′ 37″ nord, 0° 38′ 29″ est   | « PA00105755 » | Classé MH Le pignon Ouest ; Inscrit MH L'église, à l'exception du pignon classé                                                                      | 1924 ; 1988 | Église Saint-Hilaire de Salles-en-Toulon                                    |
| Église Notre-Dame de La Chapelle-Morthemer                                  | Valdivienne                      |                         | 46° 28′ 45″ nord, 0° 35′ 48″ est   | « PA00105753 » | Classé MH L'abside | 1910        | Image manquante Téléverser                                                  |
| Église Notre-Dame-de-l'Assomption de Morthemer                              | Valdivienne                      |                         | 46° 28′ 29″ nord, 0° 36′ 46″ est   | « PA00105754 » | Classé MH | 1908        | Église Notre-Dame-de-l'Assomption de Morthemer                              |
| Église Saint-Martin de Saint-Martin-la-Rivière                              | Valdivienne                      |                         | 46° 30′ 32″ nord, 0° 38′ 06″ est   | « IA00045412 » | |             | Image manquante Téléverser                                                  |
| Église Saint-Hilaire de Payré                                               | Valence-en-Poitou                |                         | 46° 20′ 27″ nord, 0° 12′ 37″ est   |                | |             | Image manquante Téléverser                                                  |
| Église Saint-Martin de Varennes                                             | Varennes                         |                         | 46° 45′ 31″ nord, 0° 11′ 58″ est   | « IA00044524 » | |             | Image manquante Téléverser                                                  |
| Église Notre-Dame de Vaux                                                   | Vaux                             |                         | 46° 17′ 50″ nord, 0° 13′ 13″ est   | « PA00105756 » | Inscrit MH Le portail ; Classé MH La façade Ouest | 1928 ; 1939 | Église Notre-Dame de Vaux                                                   |
| Église Notre-Dame de Vaux-sur-Vienne                                        | Vaux-sur-Vienne                  |                         | 46° 54′ 47″ nord, 0° 33′ 42″ est   | « PA00105757 » | Classé MH Le clocher et l'abside | 1914        | Église Notre-Dame de Vaux-sur-Vienne                                        |
| Église Notre-Dame de Vellèches                                              | Vellèches                        |                         | 46° 56′ 32″ nord, 0° 31′ 55″ est   | « PA86000012 » | Inscrit MH | 2001        | Image manquante Téléverser                                                  |
| Église Saint-Aventin de Vendeuvre-du-Poitou                                 | Vendeuvre-du-Poitou              |                         | 46° 44′ 08″ nord, 0° 18′ 37″ est   | « PA00105762 » | Classé MH Le clocher et le portail latéral sud ; Inscrit MH L'église (à l'exception des parties classées)                                            | 1923 ; 1927 | Église Saint-Aventin de Vendeuvre-du-Poitou                                 |
| Église Saint-Christophe de Vernon                                           | Vernon                           |                         | 46° 26′ 27″ nord, 0° 28′ 37″ est   | « PA00105766 » | Inscrit MH L'abside | 1931        | Image manquante Téléverser                                                  |
| Église Saint-Cyr-et-Sainte-Julitte de Chiré les Bois                        | Vernon                           |                         | 46° 25′ 30″ nord, 0° 29′ 11″ est   |                | |             | Image manquante Téléverser                                                  |
| Église Saint-Michel de Verrières                                            | Verrières                        |                         | 46° 24′ 41″ nord, 0° 35′ 39″ est   | « IA00046895 » | |             | Image manquante Téléverser                                                  |
| Église Saint-Hilaire de Verrue                                              | Verrue                           |                         | 46° 51′ 50″ nord, 0° 10′ 28″ est   |                | |             | Image manquante Téléverser                                                  |
| Église Saint-Abdon-et-Saint-Sennen de Dandesigny                            | Verrue                           |                         | 46° 51′ 09″ nord, 0° 08′ 54″ est   |                | |             | Image manquante Téléverser                                                  |
| Église Saint-Pierre de Vézières                                             | Vézières                         |                         | 47° 05′ 16″ nord, 0° 06′ 00″ est   | « PA00105770 » | Inscrit MH | 1926        | Église Saint-Pierre de Vézières                                             |
| Église Saint-Léger de Virey                                                 | Vicq-sur-Gartempe                |                         | 46° 43′ 07″ nord, 0° 51′ 40″ est   | « PA00105772 » | Inscrit MH | 1935        | Église Saint-Léger de Virey                                                 |
| Église Saint-Georges du Vigeant                                             | Le Vigeant                       |                         | 46° 13′ 29″ nord, 0° 38′ 58″ est   | « PA00105773 » | Classé MH Clocher | 1907        | Église Saint-Georges du Vigeant                                             |
| Église Saint-Jean-Baptiste de La Villedieu-du-Clain                         | La Villedieu-du-Clain            |                         | 46° 27′ 21″ nord, 0° 22′ 03″ est   | « PA00105775 » | Classé MH | 1907        | Église Saint-Jean-Baptiste de La Villedieu-du-Clain                         |
| Église Saint-Maixent de Villemort                                           | Villemort                        |                         | 46° 33′ 04″ nord, 0° 55′ 21″ est   | « IA00045889 » | |             | Église Saint-Maixent de Villemort                                           |
| Église Saint-Joseph de Villiers                                             | Villiers                         |                         | 46° 40′ 31″ nord, 0° 10′ 40″ est   | « IA00044658 » | |             | Image manquante Téléverser                                                  |
| Église Saint-Georges de Vivonne                                             | Vivonne                          |                         | 46° 25′ 33″ nord, 0° 15′ 40″ est   | « PA00105778 » | Classé MH | 1912        | Église Saint-Georges de Vivonne                                             |
| Église Sainte-Radegonde de Vouillé                                          | Vouillé                          |                         | 46° 38′ 17″ nord, 0° 09′ 53″ est   |                | |             | Image manquante Téléverser                                                  |
| Église Saint-Hilaire de Voulême                                             | Voulême                          |                         | 46° 05′ 56″ nord, 0° 13′ 52″ est   |                | |             | Image manquante Téléverser                                                  |
| Église Saint-Maixent de Voulon                                              | Voulon                           |                         | 46° 21′ 19″ nord, 0° 14′ 48″ est   |                | |             | Image manquante Téléverser                                                  |
| Église Notre-Dame-des-Sept-Douleurs de Vouneuil-sous-Biard                  | Vouneuil-sous-Biard              |                         | 46° 34′ 35″ nord, 0° 16′ 26″ est   |                | |             | Image manquante Téléverser                                                  |
| Église Saint-Étienne de Vouneuil-sur-Vienne                                 | Vouneuil-sur-Vienne              |                         | 46° 43′ 04″ nord, 0° 32′ 22″ est   |                | |             | Église Saint-Étienne de Vouneuil-sur-Vienne                                 |
| Église Saint-Hilaire de Vouzailles                                          | Vouzailles                       |                         | 46° 42′ 30″ nord, 0° 05′ 37″ est   | « IA00045630 » | |             | Image manquante Téléverser                                                  |

### Culteprotestant
| Église                             | Commune       | Adresse | Coordonnées                      | Notice | Protection | Date | Illustration                       |
| ---------------------------------- | ------------- | ------- | -------------------------------- | ------ | ---------- | ---- | ---------------------------------- |
| Temple protestant de Poitiers      | Poitiers      |         | 46° 34′ 53″ nord, 0° 20′ 12″ est |        |            |      | Image manquante Téléverser         |
| Temple protestant de Saint-Sauvant | Saint-Sauvant |         | à géolocaliser                   |        |            |      | Temple protestant de Saint-Sauvant |

### Église orthodoxe
| Église                                       | Commune  | Adresse | Coordonnées                      | Notice | Protection | Date | Illustration                                 |
| -------------------------------------------- | -------- | ------- | -------------------------------- | ------ | ---------- | ---- | -------------------------------------------- |
| Église orthodoxe de la Trinité-Saint-Hilaire | Poitiers |         | 46° 34′ 11″ nord, 0° 19′ 25″ est |        |            |      | Église orthodoxe de la Trinité-Saint-Hilaire |